# Nagy István (színművész)
Nagy István "Pista" (18. század – Székesfehérvár?, 1856 után) úttörő színész, Nagy Mihály színész testvére.

## Életútja
Iskoláit a debreceni kollégiumban járta, ahol a papi pályára készült, de ő úgy határozott, hogy színésszé lesz, miután kellemes tenorhangja volt és hivatottságot érzett a komikus-szakra. 1810-ben Debrecenben játszott Wándza Mihálynál, utána Kolozsvárra szerződött, onnan gyalog elindult Nagyváradra, hogy beálljon Sándorffy dr. színtársulatához. 1818-ban Székesfehérvárott működött, ahol az együttes alapító tagja is volt. 1824-ben visszament Kolozsvárra, 1828—31-ben Győrött és Komáromban szerepelt. 1833-ban Budán is fellépett, tagja volt a pozsonyi országgyűlésen szereplő színészcsapatnak, majd Szegeden működött. Ez időben a Honművész a következőket írta róla: "Jó színész a bohózatban, de ezt se űzze annyira, hogy időn kívül, valamint ma, kacagást gerjesszen. Nem pór nép tapsa mutat a közelégedésre; tanulja a színész megnyerni azoknak tapsait, kik az illőséget s célt inkább ismerik". Túlzásairól egy későbbi kritika is megemlékezik, a Hölgyfutárban, mely így szól: "Nagy Pista, a hírneves kalandor és víg színész a túlságos jelzés hibájában szenved, mindent elkövet, csak hogy nevettessen, nála a természetesség odáig megy, hol a művészet végződik, mi nagy kár, mert a különben sok komikai tehetséggel bír." 1834-ben a Várszínházban is láthatta a közönség. 1851 és 1856 között ismét Kolozsvárott működött, Kaczvinszky és Károlyi igazgatóknál.
Különc ember volt máskülönben, aki sohasem fogadott szállást, a színpadon lakott és a színpadi koporsóban aludt, melybe úgy beleszokott, hogy abban is halt meg és testamentuma rövidesen abban állott, hogy temessék el ugyanabban a koporsóban. Meg is történt. Eltemették Székesfehérvárott, valószínűleg a feltámadási (Csutora) temetőbe. Sírját senki sem jelölte meg. Jókai Mór ezeket jegyezte fel róla: "Senkinek sem volt lekötelezettje, senkinek haragosa. Amit adtak neki, azt se nem kérte, se nem köszönte s amit nem adtak neki, azután nem vágyódott. Egyszer Moór Ferencet játszá; mikor este haza ment, a csizmadia előfogja: »Hallja az úr, mától fogva nem adok az úrnak szállást, hát csak holnap hordja el a sátorfáját, mert aki játékból olyan jól tudja magát gazembernek csinálni, mint az úr ma este, az nem lehet becsületes ember!« ... Ezentúl nem is fogadott magának szállást többé Nagy Pista, hanem ott hált a színpad alatt." Vas Gereben A nemzet napszámosai c. művében is lehet róla olvasni.
Felesége Tulipán Rozália színésznő volt, aki 1818—22-ben Székesfehérvárott működött.

## Fontosabb szerepei
- Sportula (Töpfer: Világ divatja)
- Dániel (Vogel: Örökségi egyezés)
- Kapari (Kotzebue: Bakőz)
- Lámpa (Kotzebue: A lepecsételt polgármester)
- Lombai (Kisfaludy K.: Csalódások)